# Winterplay
Winterplay (en coreano:윈터플레이) es una banda surcoreana de música jazz formada en el 2008 en la ciudad de Seúl, considerada una de las mejores bandas de música jazz más prestigiadas de Corea del Sur.
Es conocida por sencillos como "Happy Bubble", "Men Are Not Good" y también por colaborar en la versión del cantante estadounidense Michael Jackson, "Billie Jean". Sus canciones son en inglés.

## Integrantes

### Formación actual
- Moon Haewon - vocalista
- Juhan Lee - trompeta, compositor y productor

### Exintegrantes
- Eunky So - contrabajo
- Saza-Woojoon Choi - guitarra

## Discografía

### Álbumes de estudio
- 2008: "Choco Snow Ball"
- 2010: "Touche Mon Amour"
- 2013: "Two Fabuluos Fools"
- 2017: "Jazz Cookin'"

### EP
- 2017: "All About Love"

### Recopilaciones
- 2008: "Happy Snow Bubble"
- 2009: "Hot Summerplay"
- 2010: "Songs of Covered Love"
- 2011: "Sunshines"
- 2012: "Just This Christmas"
- 2014: "42nd Summerplay"

### Sencillos
- "Men Are Not Good"
- "Billie Jean"
- "Happy Bubble"
- "Don't Know Why"
- "Your Eyes"
- "As Time Goes By"
- "Touche Mon Amour"